# Friedrich Curschmann
Karl Friedrich Curschmann (Berlino, 21 giugno 1805 – Wrzeszcz, 24 agosto 1841) è stato un compositore tedesco.

## Biografia
Curschmann nacque nel 1805, a Berlino. Il suo talento per il canto fu scoperto quando era a scuola. Nel 1824, essendo studente di giurisprudenza a Berlino e Gottinga, iniziò a dedicare la sua vita alla musica. Andò a Kassel dove studiò con Spohr e Hauptmann, iniziando con la musica da chiesa.
Curschmann ha scritto 83 canzoni, molte delle poesie di Goethe, Schiller, Heine e Rückert.